# Thomas Royden & Sons
Thomas Royden and Sons foi uma empresa de construção naval localizada em Liverpool, que esteve em funcionamento de 1818 até 1893.

## História
Em 1818, Thomas Royden, um mestre carpinteiro, abriu um estaleiro em Baffin Street, no lado oeste de Queens Dock, em Liverpool. Após iniciar uma parceria com James Ward em 1819, o estaleiro passou a se chamar Royden & Ward. Posteriormente, Thomas trouxe seus dois filhos para a sociedade, renomeando a empresa para Thomas Royden & Sons em 1859. Em 1863, a empresa passou por uma transição em sua metodologia de trabalho, passando a construir navios com casco de ferro ao invés de madeira, e neste mesmo ano Thomas Royden se aposentou. No ano seguinte, a empresa se expandiu ao adquirir um estaleiro vizinho; isso levou a um aumento no número de navios construídos, passando de seis em 1866 para doze em 1869.
A empresa também começou a operar seus próprios navios, fundando a Indra Line em 1888. Esta nova companhia passou a dominar as atividades da empresa e, em 1893, a família Royden vendeu o estaleiro para se concentrar na operação e gestão de suas embarcações. Em 1915, a Indra Line foi vendida para a Blue Funnel Line, e a partir de 1916 eles começaram a operar a Santa Clara Steam Ship Company. Esta última foi vendida para a Bristol City Line em 1930, encerrando definitivamente o envolvimento da família Royden com o transporte marítimo.

## Navios construídos
A lista de embarcações construídas por Thomas Royden and Sons incluem:
- SS Alesia
- SS Asiatic
- SS Lesbian
- Zanoni (1865)
- SS Tropic (1871)
- Dom Afonso (fragata)